# Griswoldia punctata
Griswoldia punctata is een spinnensoort uit de familie van de Zoropsidae.
De wetenschappelijke naam van de soort werd in 1942 als Campostichomma punctatum gepubliceerd door Reginald Frederick Lawrence.